# DB 483/484
DB 483/484(DB-Baureihe 483/484) 전동차는 베를린 S반에 사용되는 철도차량이다. 베를린 S반의 최신형 철도 차량이며, 483형은 2량 편성(Viertelzug), 484형은 4량 편성(Halbzug)이다. 2021년 초부터 영업 운행이 시작되었다.

## 역사

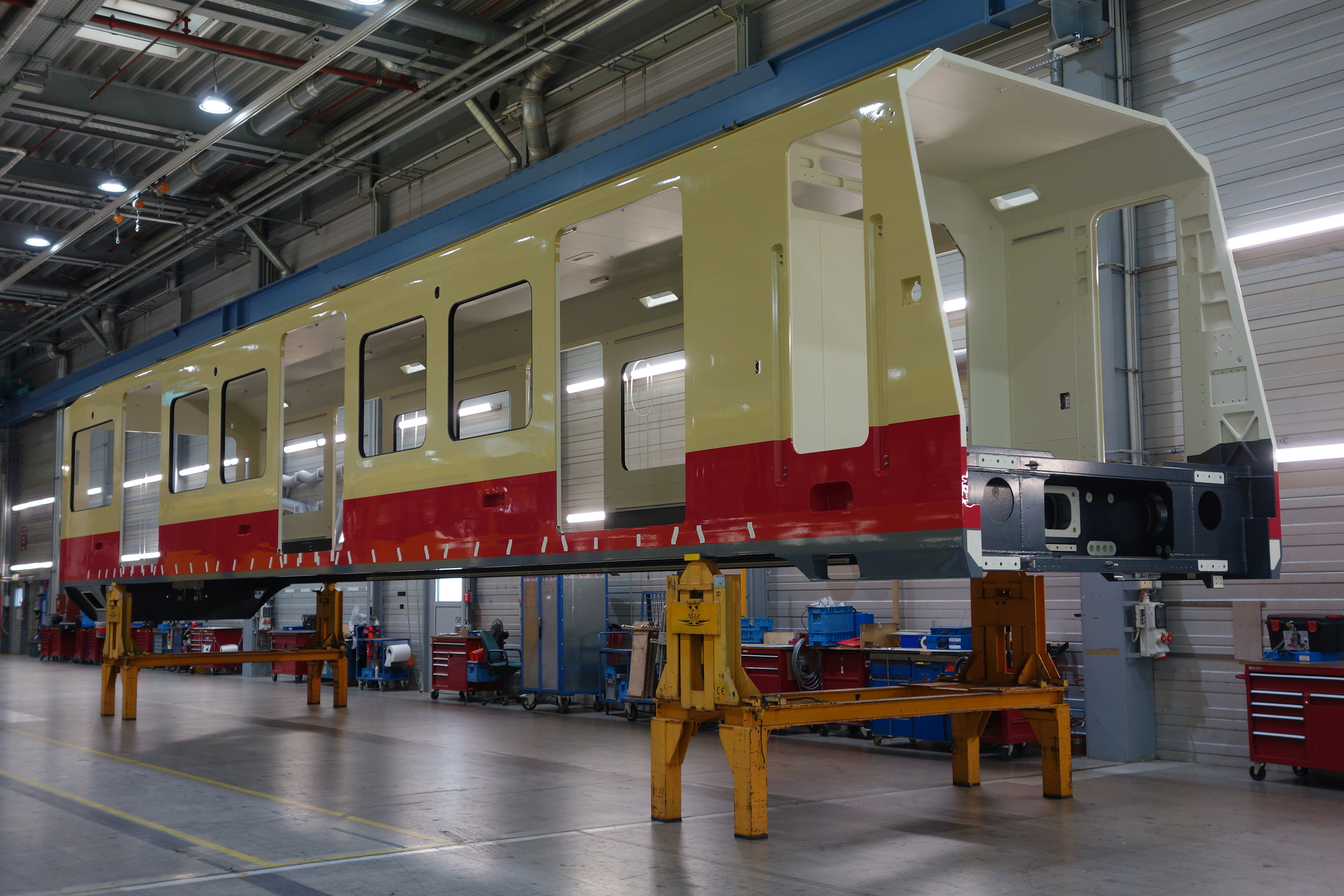
슈타들러 레일 베를린 팡코 공장에 있는 최초 생산분 차체

2013년 4월 베를린 브란덴부르크 교통조합에서는 베를린과 브란덴부르크주의 의뢰로 베를린 순환선과 괴를리츠선 노선을 포함하는 순환선(Teilnetz Ring) 구간의 공개 입찰을 시작했다. 입찰 과정에서 새로운 운영사에서 새로운 차량 조달이 포함되었다. 2015년 말에 S반 베를린과 운행 계약을 맺으면서 슈타들러 레일과 지멘스의 합작으로 철도차량 납품 계약을 체결했다. 확정된 주문은 2량 편성 21편성, 4량 편성 85편성으로 총 382량이며, 최대 1380량까지 옵션이 포함되어 있다. 시제차는 총 10편성 제작되며, 향후 양산차와 동일한 사양으로 개수되었다. 슈타들러는 기계 장치, 차체 제조, 차량 최종 조립을 담당했으며, 지멘스는 구동 및 제동부, 전장품, 제어 장치, 보안 장치, 행선 안내기, 대차를 담당했다. 지멘스는 오슬로 메트로에 사용된 MX3000 차량의 기술을 기반으로 구성하였으며, 뉘른베르크 U반에도 납품 실적이 있는 SF 1000 대차를 사용했다. S반 베를린에서는 차량 개발 및 그뤼나우 기지 확충에 9억 유로를 투자했다.
2016년 10월에 목업이 공개되었다. 승객 및 유관 단체 대표와 협력하여 내외부 디자인 및 시설물이 확정되었다.
차체는 헝가리에서 제조되었고, 최종 조립은 슈타들러 레일의 베를린 팡코 공장, 시운전은 펠텐 공장에서 진행되었다. 2017년 10월에 첫 차체가 반입되었고, 4량 편성 열차의 선두차로 조립되었다. 2018년 6월 27일 슈타들러 팡코 공장에서 첫 시운전 가능한 열차(484 001)가 공개되었다. 두 번째 열차(484 002)는 2018년 9월 이노트란스에 공개되었다. 이후 2018년 10월에 베크베르크빌덴라트 시험선(Prüfcenter Wegberg-Wildenrath)으로 회송되어 약 1년간 정적 및 동적 시험과 극한지 대응 시험이 진행되었다. 2019년 4월에는 첫 5편성이 계획된 16만 km 시험 운행 중 약 2000 km 운행을 진행했다. 2019년 6월 12일에 첫 2량 편성 483형 열차(483 004)가 쇠네바이데 기지에 반입되었고 기관사 훈련이 진행되었다. 2019년 9월부터 야간 시간대에 베를린 S반 노선망 내에서 야간에 시험 운행이 진행되었다. 4량 편성 484 005편성이 오스트리아 빈에서 극한지 대응 시험을 마쳤다. 형식 승인 시험은 2020년 1사분기까지 진행될 예정이었고, 2사분기와 3사분기에는 베를린 S반 내에서의 시험 운행이 계획되었다. 2020년 5월 초부터 2량+4량 편성으로 구성된 6량 열차가 시험 운행을 시작했고, 7월 초까지 4만 km의 시험 운행을 진행했다.
2020년 8월 모든 시제차의 시험 운행이 종료되었고, 양산차 제작이 시작되었다. 2020년 10월 독일 연방철도청에서 여객 영업 형식승인을 받았고, 2021년 1월 1일부터 정규 운행에 투입되었다. 첫 483형 양산차(483 006, 483 007)는 2021년 3월 19일에 S반 베를린에 반입되었고, 484형 양산차(484 006)는 3월 22일에 반입되었다.

## 구조

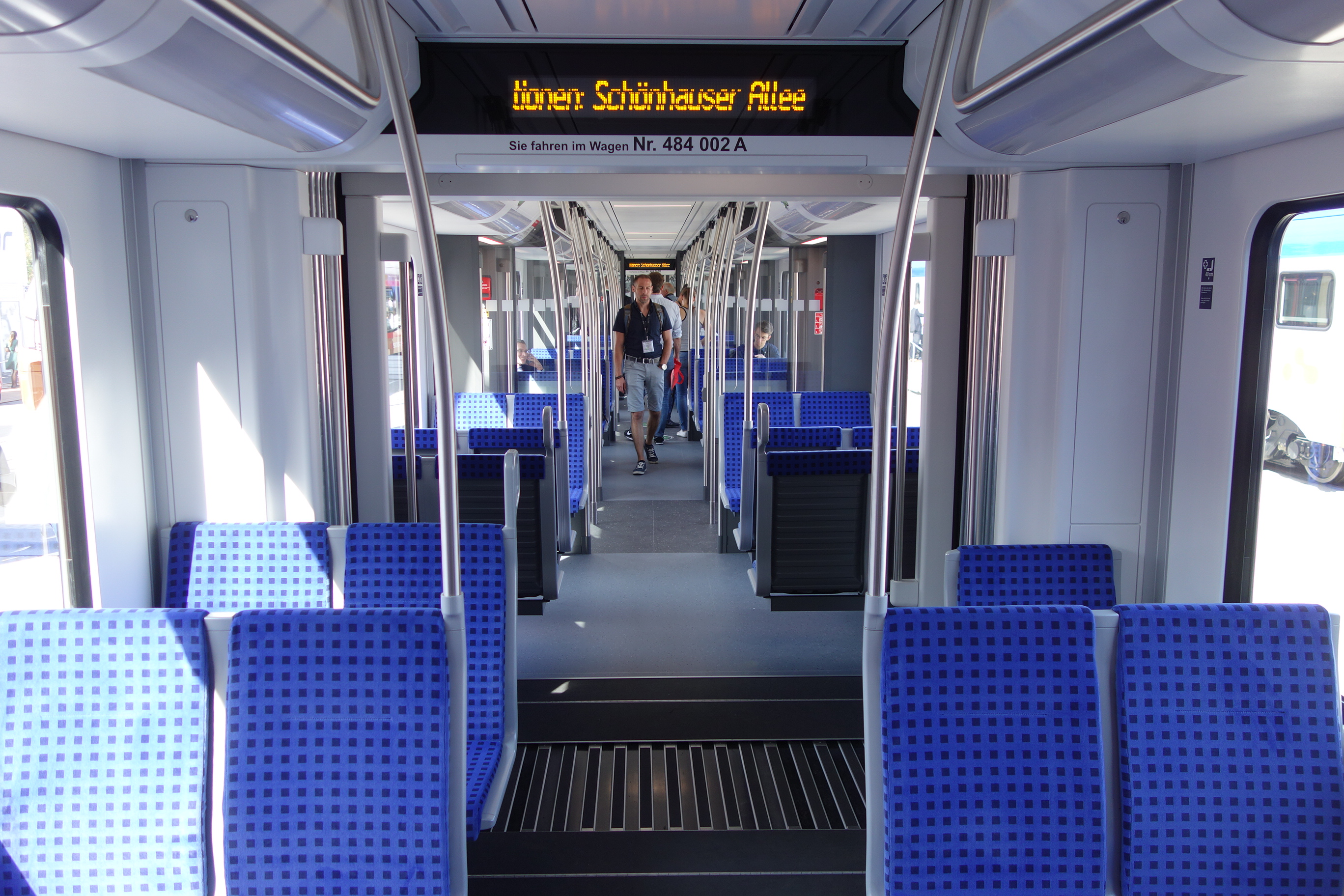
내부 구조

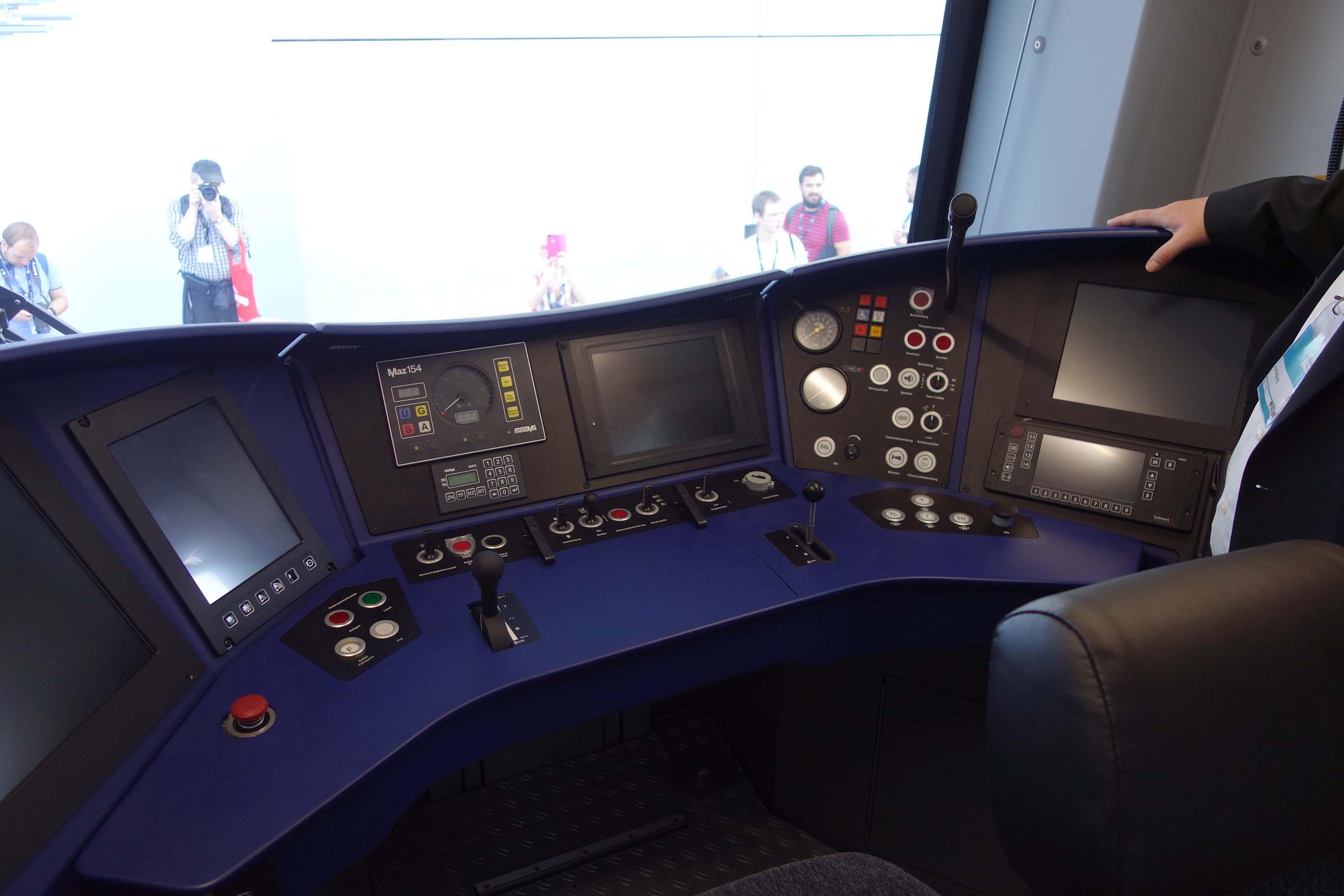
운전대

2량 편성 열차는 483형, 4량 편성 열차는 484형으로 등록되었다. 1차분은 483 001부터 483 021, 484 001부터 484 085편성까지이다. 과거 베를린 S반 전동차와는 다르게 한 편성 내에 동일한 6자리 차량 번호로 안내되며, 각각 칸은 483형은 A/B, 484형은 A/B/C/D로 구분한다. 독일 연방철도청의 형식 승인 번호는 483형은 0483, 484형은 선두차는 0484, 중간차는 1484로 등록되어 있다.
과거 베를린 S반의 색상과 비슷한 도색을 사용하지만 약간 변경되었다. 주 색상은 NCS S 2010-Y10R(노란색)과 NCS S 1580-R(빨간색)이며, 출입문은 검은색(RAL 9005), 차량 하부는 회색(RAL 7012)이다. 2량 편성과 4량 편성 내에서 별도의 통로문 없이 편성 전체가 내부에서 연결되며, 1량이 고장났을 때 고장난 칸만 폐쇄할 수도 있다. 베를린 S반 양산차 최초로 냉난방장치가 장착되었다. 차량한계 문제로 인하여 공조장치의 일부는 차량 하부에 장착되어 있다. 좌석의 대부분은 크로스시트이다. 접이식 좌석은 롱시트로 장착되어 있다. 운전석 근처에 휠체어 공간이 있으며, 휠체어 공간 근처의 출입문은 하부가 더 돌출되어 있다. 출입문 내외부에는 LED 바가 장착되어 있어서 열릴 때에는 녹색, 닫힐 때에는 빨간색으로 점등된다. 출입문이 닫힐 때 소리가 과거 베를린 S반에서 사용되었던 것에서 연속되는 삑소리로 변경되었다. 공조장치의 효율을 높이기 위하여 자동 출입문 폐쇄 기능이 있다. 승객 안내기에는 전체 노선 운행 정보와 실시간 환승 안내가 제공된다. 모든 차량에는 CCTV가 장착되어 있다.
2량 편성 열차에는 82석 중 20석, 4량 편성 열차에는 190석 중 40석이 접이식 좌석으로 장착되어 있다. 열차 출입문 폭은 1300 mm이며, 한 칸에 3개씩 양쪽으로 장착되어 있다. 승객용 출입문과는 별도로 운전실용 출입문이 있다. 1인 승무를 위해서 차량 외부로 튀어나오는 거울 외에도 외부 카메라가 장착되어 있다.
설계 최고 속도는 100 km/h이다. 2량 편성 내에서 구동 계통은 이중화되어 있어서 1량의 설비가 고장났을 때에 다른 쪽의 설비로 운행할 수 있도록 설계되었다. 주 변압기는 각각 차량별로 분리되어 있고, 보조 변압기는 2량 편성 내에서 공유하지만 이중화되어 있다. 2량 편성 열차에는 자기 제동 장치가 1곳, 4량 편성 열차에는 2곳 장착되어 있다.

## 운행
2020년 말 S반 베를린에서는 2021년 1사분기부터 양산차를 영업 운행에 투입할 예정이라고 밝혔다. 2020년 12월에는 베를린 브란덴부르크 교통조합과의 계약보다 더 일찍 신형 열차를 투입할 예정임을 밝혔다. 15만 km 이상의 시험 운행이 진행된 후, 2021년 1월 1일부터 슈핀들러스펠트-헤르만슈트라세간 S47 노선에서 영업 운행을 시작했다.
2021년 11월부터 S45 노선에서 운행이 시작되었다. 2022년 6월 27일부터 베스트엔트-쾨니히스 부스터하우젠간 S46 노선에서 운행이 시작되었다. 노선별 고정 투입 외에도 다른 S반 노선에도 운행된다. 2022년 10월 14일부터는 빌다우, 그뤼나우, 비르켄베르더간 S8 노선에서 운행이 시작되었다. 2022년 10월에는 S반 베를린에서 계약 조건이었던 2023년 4월부터가 아닌 2022년 12월부터 S41/S42 순환선에 운행을 시작한다고 밝혔다. 2023년까지 총 382량이 제작 완료될 예정이다.
S21 노선이 완공된 후에는 베를린 중앙역-게준트브루넨간에 4량 편성 운행이 계획되어 있다. S21 노선 완공은 2023년 12월로 연기되었다.